# Некулеле
Некулеле (рум. Neculele) — село у повіті Вранча в Румунії. Входить до складу комуни Вінтіляска.
Село розташоване на відстані 140 км на північ від Бухареста, 37 км на захід від Фокшан, 105 км на захід від Галаца, 85 км на схід від Брашова.

## Населення
За даними перепису населення 2002 року у селі проживала 501 особа, усі — румуни. Усі жителі села рідною мовою назвали румунську.